# Silene batangensis
Silene batangensis är en nejlikväxtart som beskrevs av Hans Wolfgang Limpricht. Silene batangensis ingår i släktet glimmar, och familjen nejlikväxter. Inga underarter finns listade i Catalogue of Life.